# 바이트호펜안데어타이아군

바이트호펜안데어타이아군의 위치

바이트호펜안데어타이아군(독일어: Bezirk Waidhofen an der Thaya)은 오스트리아 니더외스터라이히주에 위치한 군으로 행정 중심지는 바이트호펜안데어타이아이며 면적은 669.03km2, 인구는 25,551명(2023년 기준), 인구 밀도는 38명/km2이다. 동쪽으로는 호른군, 남쪽으로는 츠베틀군, 서쪽으로는 그뮌트군과 접하며 북쪽으로는 체코와 국경을 접한다.

## 하위 행정 구역
3개 도시, 10개 시장도시, 2개 일반 시를 관할한다.
- 도시
  - 그로스지크하르츠(Groß-Siegharts)
  - 랍스안데어타이아(Raabs an der Thaya)
  - 바이트호펜안데어타이아(Waidhofen an der Thaya)
- 시장도시
  - 디트만스(Dietmanns)
  - 도버스베르크(Dobersberg)
  - 가스테른(Gastern)
  - 카를슈타인안데어타이아(Karlstein an der Thaya)
  - 카우첸(Kautzen)
  - 루트바이스아이겐(Ludweis-Aigen)
  - 타이아(Thaya)
  - 피티스(Vitis)
  - 발트키르헨안데어타이아(Waldkirchen an der Thaya)
  - 빈디히슈타이크(Windigsteig)
- 일반 시
  - 파펜슐라크바이바이트호펜안데어타이아(Pfaffenschlag bei Waidhofen an der Thaya)
  - 바이트호펜안데어타이아란트(Waidhofen an der Thaya-Land)